# Индейский воин
«Индейский воин» (англ. The Indian Fighter) — американский вестерн, снятый режиссёром Андре Де Тотом в 1955 году на киностудии United Artists.
Премьера фильма состоялась 21 декабря 1955 года.
Слоган: «The Indian Fighter and the Girl…a love as fierce as a fire arrow!»

## Сюжет
1870 год, штат Орегон. На Дикий Запад после окончания гражданской войны в США возвращается друг индейцев, Джонни Хоукс, в прошлом ковбой и скаут. В надежде обрести на новом месте лучшую жизнь в Орегон прибывает множество переселенцев. Но коренные жители, индейцы, такому положению дел не рады и вождь племени Сиу, «Красное Облако», объявляет войну бледнолицым чужакам. Некоторые переселенцы, спаивая его соплеменников, выменивают золото на дешёвый виски, и мечтают заполучить богатый золотоносный ручей.
Джонни Хоукс соглашается провести отряд переселенцев к плодородным местам через земли, принадлежащие племени Сиу. Джонни договаривается с Красным Облаком о мире, и колонисты отправляются в далекий путь. Но среди переселенцев есть и такие, кто пытается нарушить мирную договоренность и выведать у индейцев, где находится месторождение золота, в их числе Тодд и Чивинтон. Из-за их безумной жадности льётся кровь ни в чём не повинных индейцев, и вождь племени собирается отомстить за смерть своих сородичей. Джонни Хоукс, ведущий поезд с переселенцами через враждебную индейскую территорию, случайно сталкивается с дочерью вождя племени Сиу. Эта встреча поможет остановить войну и наладить отношения между белыми и коренными жителями. Ведь Джонни должен вновь вмешаться, чтобы остановить кровопролитие…

## В ролях
- Кирк Дуглас — Джонни Хоукс
- Эльза Мартинелли — Онати, дочь вождя
- Уолтер Маттау — Вес Тодд
- Лон Че́йни-младший — Чивингтон
- Дайана Дуглас — Сусанна Роджерс
- Уолтер Абель — Треск, капитан
- Эдуард Франц — вождь Красное Облако
- Алан Хейл — младший — Крэбтри
- Элиша Кук-младший — Бриггс
- Рэй Тил — Морган
- Фрэнк Кэди — Джо, торговец
- Уильям Фиппс — Блейк, лейтенант
- Майкл Винкельман — Томми Роджерс
- Гарри Ландерс — «Серый Волк»
- Хэнк Уорден — «Бешеный Медведь» / гвардеец
- Лэйн Чандлер — глава переселенцев (нет в титрах)
- Роберт «Базз» Хенри — Шеффер, лейтенант (нет в титрах)